# Eurrhyparodes leechi
Eurrhyparodes leechi is een vlinder uit de familie van de grasmotten (Crambidae). De wetenschappelijke naam van de soort is voor het eerst gepubliceerd in 1901 door Richard South.
De spanwijdte bedraagt 36 millimeter.
De soort komt voor in West- en Centraal-China.